# FlyLAL

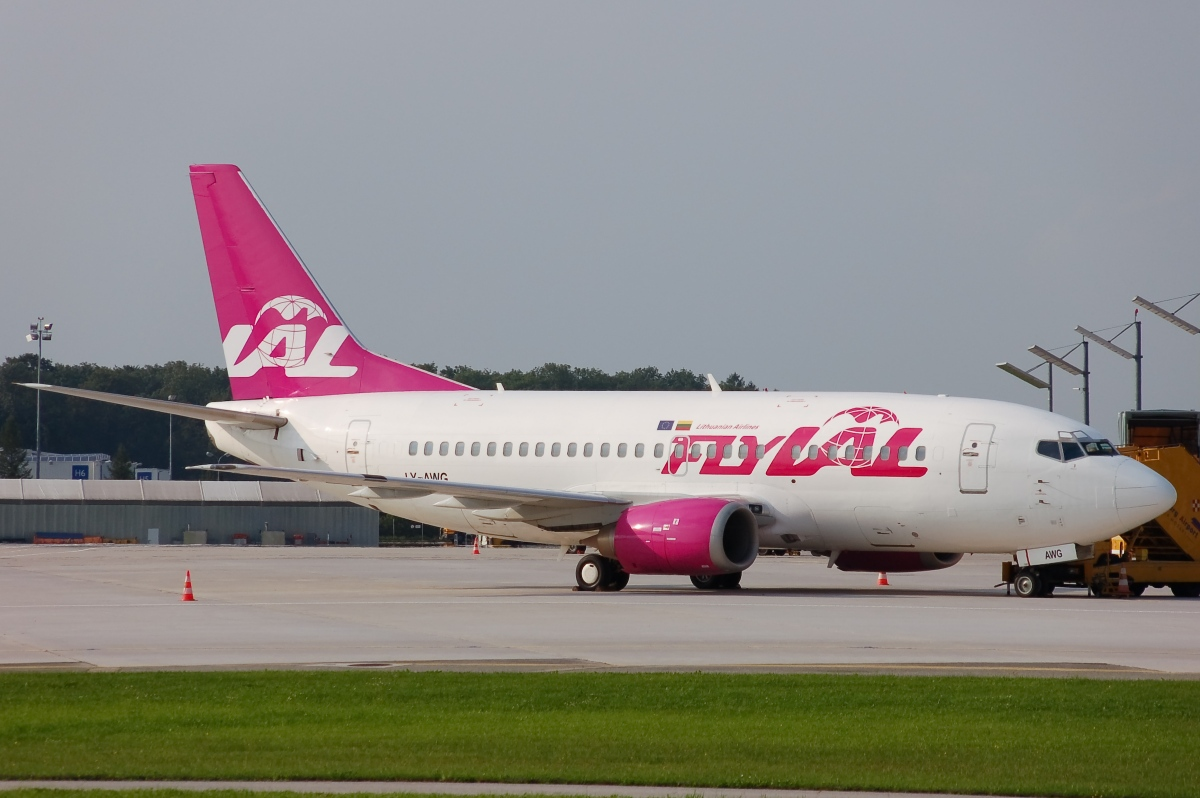

FlyLAL (oorspronkelijke naam Lithuanian Airlines) was de nationale luchtvaartmaatschappij van Litouwen, gevestigd in Vilnius International Airport.

## Geschiedenis
Zij werd kort na de onafhankelijkheid van Litouwen van de Sovjet-Unie in 1991 opgezet. In 2005 werd zij geprivatiseerd toen 100% van de aandelen naar particuliere investeerders ging. De nieuwe eigenaren hebben aangegeven dat ze van flyLAL een luchtvaartmaatschappij willen maken die goedkope vluchten aanbiedt.
Door financiële problemen werden op 17 januari 2009 alle vluchten en diensten beëindigd.

## Vloot
De luchtvloot van Lithuanian Airlines bestond in september 2007 uit:
- 2 Boeing 737-300
- 4 Boeing 737-500
- 6 Saab 2000